# Roger Zech
Roger Zech, född 23 maj 1967 i Eschen, död 20 september 1991, var en liechtensteinsk fotbollsspelare som bland annat spelade för FC Vaduz. Han utsågs till årets fotbollsspelare i Liechtenstein 1991.

## Spelarkarriär
Zech byttes 1984 in för Norman Nigsch i en 0-6-förlust mot Österrike. Denna match räknas dock inte som en officiell landskamp.
Han spelade två officiella landskamper för Liechtensteins landslag; den första 1990 mot USA och den andra mot Schweiz 1991.

## Död och eftermäle
Zech avled i september 1991 i cancer, 24 år gammal. En årlig inomhusfotbollsturnering i Eschen, i vilken Zech brukade delta, bär sedan 1992 namnet Roger-Zech-Gedächtnis-Turnier (tidigare namn Unterländer Hallenfussballturniers) i Zechs ära.